# Martin Pistorius
Martin Pistorius (Johannesburg, 31 dicembre 1975) è un designer sudafricano, sviluppatore web, affetto dalla sindrome locked-in, che lo ha reso incapace di muoversi o comunicare per dodici anni, esperienza sulla quale ha scritto un libro.

## Biografia
Martin Pistorius, nato in Sudafrica da Joan e Rodney Pistorius, era il terzo di tre figli. Verso la fine degli Anni Ottanta, quando aveva dodici anni, Pistorius iniziò a sviluppare strani sintomi iniziati con un mal di gola e successivamente degenerati in perdita di controllo del proprio corpo e un progressivo torpore. I medici non riuscirono a diagnosticare correttamente la malattia e credettero che si trattasse di meningite criptococcica e tubercolosi del cervello. Dopo alcuni mesi, Pistorius cadde in uno stato vegetativo; i dottori informarono la famiglia che probabilmente non sarebbe sopravvissuto a lungo, e che non si sarebbe mai risvegliato.
A partire dai quattordici anni, Pistorius ricevette assistenze quotidiane e fu ospitato in una casa di cura per la maggior parte delle giornate. Di notte a occuparsi di lui era prevalentemente il padre Rodney, che si svegliava ogni due ore per assicurarsi che Martin non sviluppasse piaghe da decubito. Quattro anni dopo l'apparizione dei primi sintomi, all'inizio degli Anni Novanta, il sedicenne Pistorius iniziò a riacquistare consapevolezza, ma era ancora incapace di comunicare con le persone circostanti e riusciva solo a battere le palpebre, ragion per nessuno si rese inizialmente conto del suo risveglio. Raggiunse piena coscienza intorno ai diciannove anni.
Pistorius era in grado di sentire e comprendere quanto succedeva intorno a lui, a insaputa degli altri; ascoltò molti litigi tra i suoi genitori, in quanto Joan, esasperata dalla situazione, avrebbe voluto far trasferire definitivamente Martin in una casa di cura, e in un'occasione arrivò a dirgli che "sarebbe dovuto morire". Fu sottoposto a diversi abusi da parte di badanti a cui era stato affidato e apprese varie importanti informazioni storiche attraverso discorsi o televisione, come l'elezione presidenziale di Nelson Mandela, la morte della principessa Diana e gli attacchi dell'11 settembre. Per cercare di mantenere una parvenza di controllo sulla realtà esterna, si esercitò mentalmente a scandire lo scorrere del tempo attraverso elementi visivi, come leggere l'ora seguendo la luce del sole in una stanza.
Dodici anni dopo il manifestarsi dei sintomi, la badante principale di Martin, l'aromaterapeuta Virna van der Walt, si accorse che Pistorius reagiva con piccoli movimenti (fino a quel momento creduti involontari) a specifiche affermazioni e domande che lei gli poneva. Lo raccomandò per il Centro per la Comunicazione Aumentativa e Alternativa all'Università di Pretoria quando Pistorius aveva venticinque anni, e lì gli studiosi confermarono della piena coscienza di Martin. Per comunicare, Pistorius imparò a usare la Comunicazione aumentativa e alternativa attraverso un computer e, successivamente, a un software di sintesi vocale.
Nel corso degli anni ha riacquistato il controllo di alcune parti superiori del corpo, tra cui testa e braccia, nonostante non sia più riuscito a parlare e a camminare. Nel 2008 Pistorius conobbe sua moglie Joanna, residente nel Regno Unito, tramite sua sorella Kim, che si era trasferita in Inghilterra per lavoro. In seguito si trasferì lì e si sposarono nel 2009. Nel 2011, con Megan Lloyd Davies, ha scritto la propria autobiografia, intitolata Il ragazzo che si risvegliò uomo.
Il 6 dicembre 2018, Martin e Joanna hanno avuto un figlio, Sebastian Albert Pistorius. Dal 2018, Pistorius lavora come web designer e sviluppatore freelance e si è dedica alla corsa su sedia a rotelle.